# K23/24次列车
K23/24次列车，在蒙古国境内称为023/024次列车，是中国铁路及蒙古国铁路共同运行于中华人民共和国首都北京至蒙古国首都乌兰巴托的一趟国际联运快速列车，自1985年7月2日起开行，是中国与蒙古国之间开行的首趟国际联运列车。列车沿丰沙铁路、京包铁路、集二铁路及蒙古縱貫鐵路运行，在中国境内跨越北京、河北、山西、内蒙古四省市，在蒙古国境内跨越东戈壁省、戈壁苏木贝尔省、中央省和乌兰巴托四省市，全程1553公里。其中，中国铁路担当的列车每星期二在北京站发车，运行31小时08分，于星期三抵达乌兰巴托站；每星期四在乌兰巴托站发车，运行31小时17分，于星期五抵达北京站。蒙古国铁路担当的列车于1986年6月5日开行，每星期四在乌兰巴托站发车，于星期五抵达北京站；每星期六在北京站发车，于星期日抵达乌兰巴托站，运行时间与中铁列车相同。

## 历史
1955年12月12日，根据中国、蒙古国、苏联三国政府关于组织铁路联运的协定，集二铁路由标准铁轨调整为宽轨的工程完工，中蒙铁路间实现接轨，并正式开办经由二连浩特的国际铁路联运。1956年1月4日，中、蒙、苏三国为联运发表公报，北京－乌兰巴托直通客车开行，车次确定为89/90次（中国境内）、55/56次（蒙古国境内）由中国铁路提供车辆并担当乘务，列车在集宁站更换转向架。中国国务院副总理李先念和蒙古国、苏联政府代表团出席了当日在北京正陽門東站举行的通车典礼。
1962年2月16日，为运送冬季援蒙工人和家属归国，北京－乌兰巴托7/8次国际旅客列车开行，由中国铁路提供车辆并担当乘务，每周运行一班，中蒙直通客车达到每周运行两班。1965年10月12日，集二铁路由轨距1524毫米的宽轨再度调整为1435毫米的标准铁轨，列车换装及换轮由集宁站改在二连站进行。
1974年9月2日，中国、越南、朝鲜、蒙古国和苏联五国铁路商定国际联运旅客列车时刻表会议在北京举行，根据蒙古国铁路的要求，会议决定原由中国铁路担当、每週两班的北京－乌兰巴托直通客车由中国铁路和蒙古国铁路轮流各担当一班。1975年7月15日，由蒙古国铁路提供车辆并担当乘务的直通客车开行，车次统一使用89/90次。1978年10月起，89/90次列车压缩了在国境站的停留时间，使全程运行时间由44小时缩短为37小时10分钟。同年，89/90次列车改为每周五天前往呼和浩特，另外两天前往乌兰巴托。
1985年3月25日，中国铁道部和蒙古国交通运输部代表关于北京－乌兰巴托间客运问题的会晤在乌兰巴托举行，会议商定于夏季新增开行北京－乌兰巴托23/24次国际旅客列车，由中国铁路和蒙古国铁路轮流担当，89/90次列车停开；淡季23/24次列车停开时，89/90次列车恢复开行。7月2日，由中国铁路担当的列车开行，开行期间89/90次列车停运；1986年6月5日，由蒙古铁路担当的列车开行，此后每年夏季由中国铁路和蒙古国铁路轮流担当23/24次列车，每周两班，淡季则由中国铁路开行89/90次列车，每周一班。截至1997年，89/90次列车每周一、三、四、六、日始发的班次终到呼和浩特，每周二、五始发的班次终到乌兰巴托，且在23/24次开行期间停运。
1994年10月起，23/24次列车开始实行全年开行，89/90次列车于1998年不再担当国际联运，但部分班次仍然前往二连。2000年10月21日，中国铁路实施第三次大提速，23/24次列车等级变更为快速列车，车次使用K23/24次。89/90次现时为只在北京西－呼和浩特间运行的K89/90次列车。2007年4月18日，中国铁路实施第六次大提速，K23/24次列车北京至沙城间由京包铁路关沟段改经丰沙铁路运行。
2015年9月29日，中国铁路担当的K23/24次列车由德国制造的18型客车及19型客车更换为青岛四方机车车辆厂制造的国际联运版25G型客车，各车厢编组仍为之前的顺序，只是机后多出了一辆空调发电车。
2019年6月4日起，由蒙古国铁路担当的K23/24次列车转交由中国铁路运营，直至2020年5月26日。
2020年2月18日起，因应疫情防控需要，K23/24次列车临时停运。
在由于疫情原因停运五年后，2025年6月3日，首趟K23次列车由北京恢复开行，6月4日到达终点站乌兰巴托；对向K24次列车自6月5日由乌兰巴托开行，6日到达北京。此后K23/24次列车每周运行一个往返，每周二自北京始发，周三乌兰巴托终到；每周四自乌兰巴托始发，周五北京终到。此前其在北京的售票处已改为东单北大街1号国旅大厦。

## 列车编组
中国铁路担当的列车使用配属中国铁路北京局集团有限公司北京车辆段的中国铁路25G型客车（国际联运版），在中国境内采取18节车厢编组，其中硬卧车10辆，高级软卧车3辆，软卧车、餐车、行李车及空调发电车各1辆，由北京客运段国际联运车队负责客运任务。国际联运列车的餐车为单独加挂，在入国境时编挂、出国境前解编，由各国各自负责境内路段，因此列车在二连会解编餐车及3辆硬卧车，至蒙古国境内扎门乌德后加挂蒙古国铁路餐车与硬卧车各1辆，在蒙古国境内编组为15辆。
| 运行区段      | 北京↔乌兰巴托    | 北京↔乌兰巴托 | 北京↔乌兰巴托 | 北京↔乌兰巴托    | 北京↔乌兰巴托 | 北京↔乌兰巴托 | 北京↔乌兰巴托 | 北京↔二连  | 北京↔二连    | 北京↔二连    | 扎门乌德↔乌兰巴托  | 扎门乌德↔乌兰巴托       |
| 车厢编号      | 无               | 无            | 1-3           | 4-6              | 7             | 8             | 9-11          | 无         | 0            | 加1-加2      | 无                 | 0                       |
| 车型 （中铁） | KD25G 空调发电车 | XL25G 行李车  | YW25G 硬卧车  | RW25G 高级软卧车 | YW25G 硬卧车  | RW25G 软卧车  | YW25G 硬卧车  | CA25G 餐车 | YW25G 硬卧车 | YW25G 硬卧车 | МЕСТ РЕСТОРАН 餐车 | МЕСТ-36 定员36人 硬卧车 |
| 配属          | 京局京段         | 京局京段      | 京局京段      | 京局京段         | 京局京段      | 京局京段      | 京局京段      | 京局京段   | 京局京段     | 京局京段     | 乌兰巴托铁路局     | 乌兰巴托铁路局          |

蒙古国铁路担当的列车使用唐山轨道客车以中国铁路25G型客车为蓝本制造的俄式客车，车身标注（俄語，讀音/mʲest/，音“灭死特”，義為「定員」），在蒙古国境内采取16节车厢编组，其中硬卧车10辆，高级软卧车3辆，餐车、行李车及空调发电车各1辆，由乌兰巴托铁路局负责客运任务。列车在扎门乌德会解编餐车与硬卧车各1辆，至中国境内二连后加挂中国铁路3辆硬卧车及1辆餐车，在中国境内编组为18辆。用于蒙古国铁路的25G型客车曾披有深绿色涂装，但已于2018年改为白色涂装。
| 运行区段      | 乌兰巴托↔北京           | 乌兰巴托↔北京               | 乌兰巴托↔北京           | 乌兰巴托↔北京        | 乌兰巴托↔北京              | 乌兰巴托↔扎门乌德              | 乌兰巴托↔扎门乌德       | 二连↔北京   | 二连↔北京   | 二连↔北京 |
| 车厢编号      | 1-4                     | 5-7                         | 8-12                    | 无                   | 无                         | 无                             | 0                       | 加2-加1     | 0           | 无        |
| 车型 （蒙铁） | МЕСТ-36 定员36人 硬卧车 | МЕСТ-20 定员20人 高级软卧车 | МЕСТ-36 定员36人 硬卧车 | МЕСТ БАГАЖНЫИ 行李车 | МЕСТ-02 定员2人 空调发电车 | МЕСТ-40 定员40人 РЕСТОРАН 餐车 | МЕСТ-36 定员36人 硬卧车 | YW18 硬卧车 | YW18 硬卧车 | CA18 餐车 |
| 配属          | 乌兰巴托铁路局          | 乌兰巴托铁路局              | 乌兰巴托铁路局          | 乌兰巴托铁路局       | 乌兰巴托铁路局             | 乌兰巴托铁路局                 | 乌兰巴托铁路局          | 京局京段    | 京局京段    | 京局京段  |

由于中国铁路采用轨距为1435毫米的标准铁轨，而蒙古国铁路则采用1520毫米的宽轨，铁轨宽窄不同，因此列车每次出入境均需要在中国的二连站换轮库更换转向架。整个过程一般是用起重设备将客车整列抬起，原转向架推出，再推进另一轨距的备用转向架。因为换轮和边防检查，列车在二连浩特需要停靠5个小时左右。乘客可以选择留在列车上观看换轮过程，也可以下车在二连站站房休息。

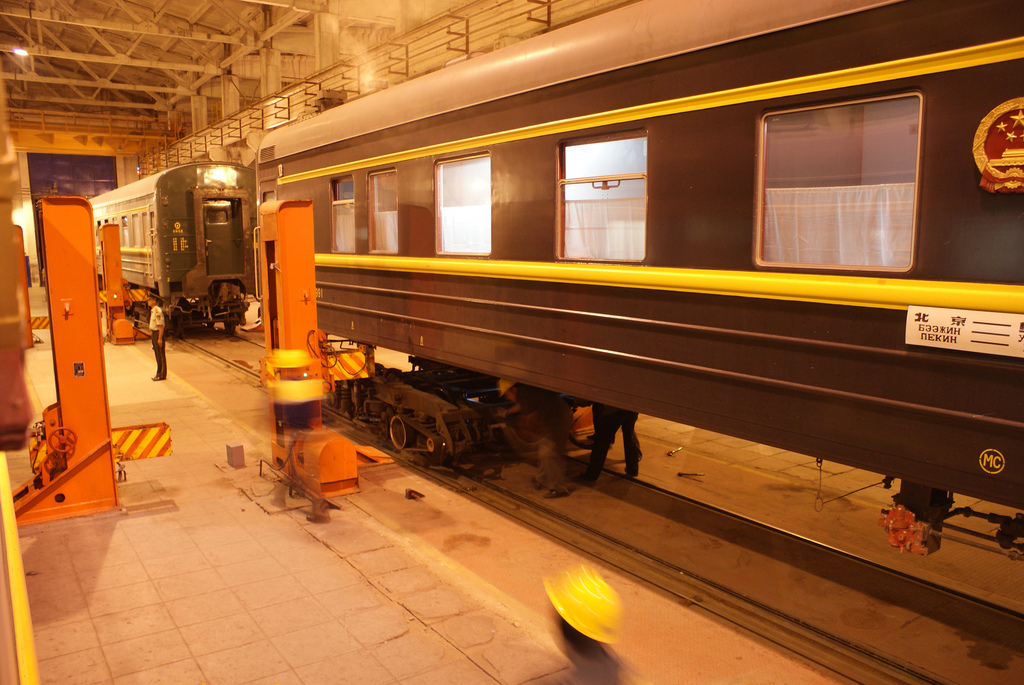
K23/24次列车在二连更换转向架
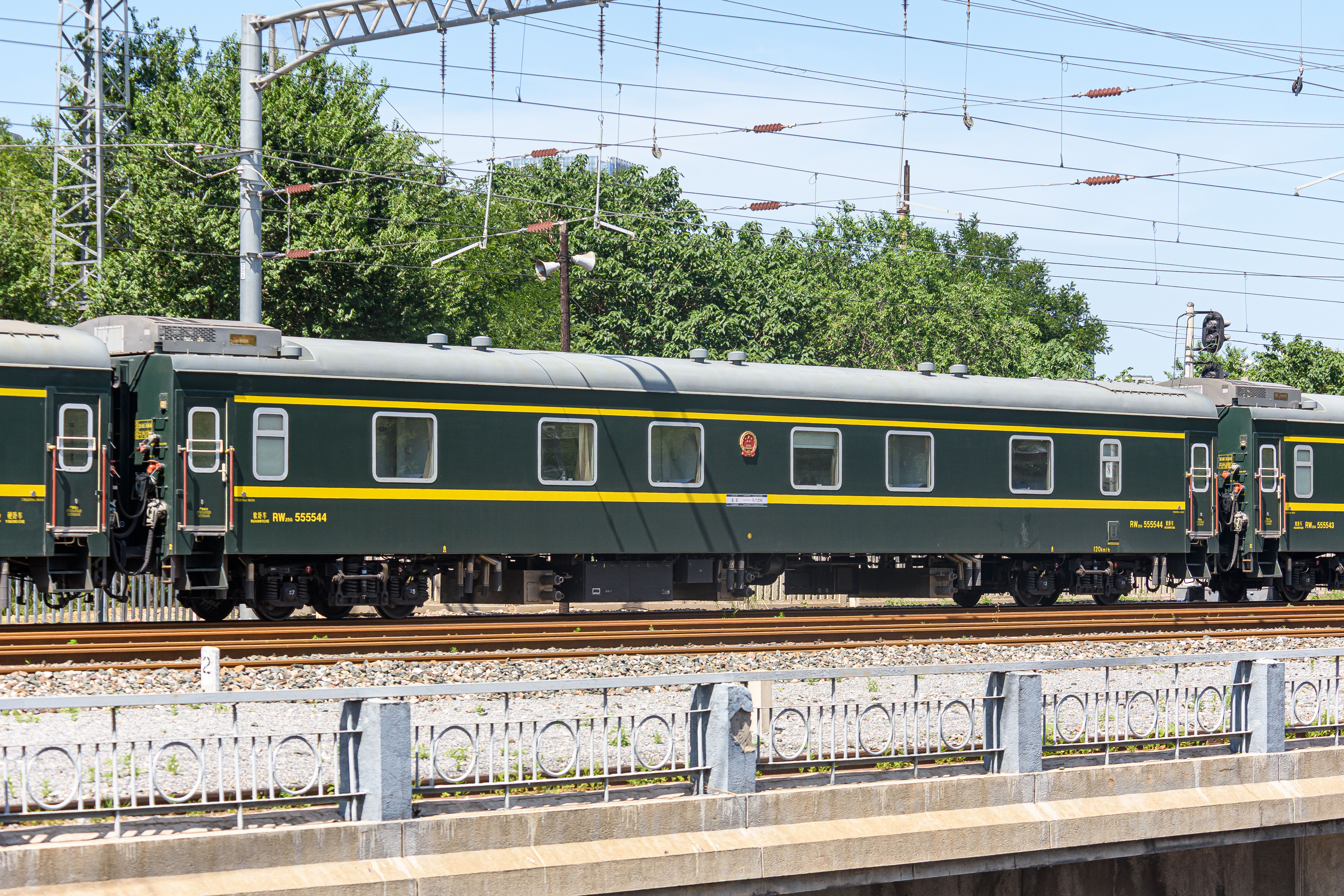
中国铁路担当的K24次8号高级软卧车
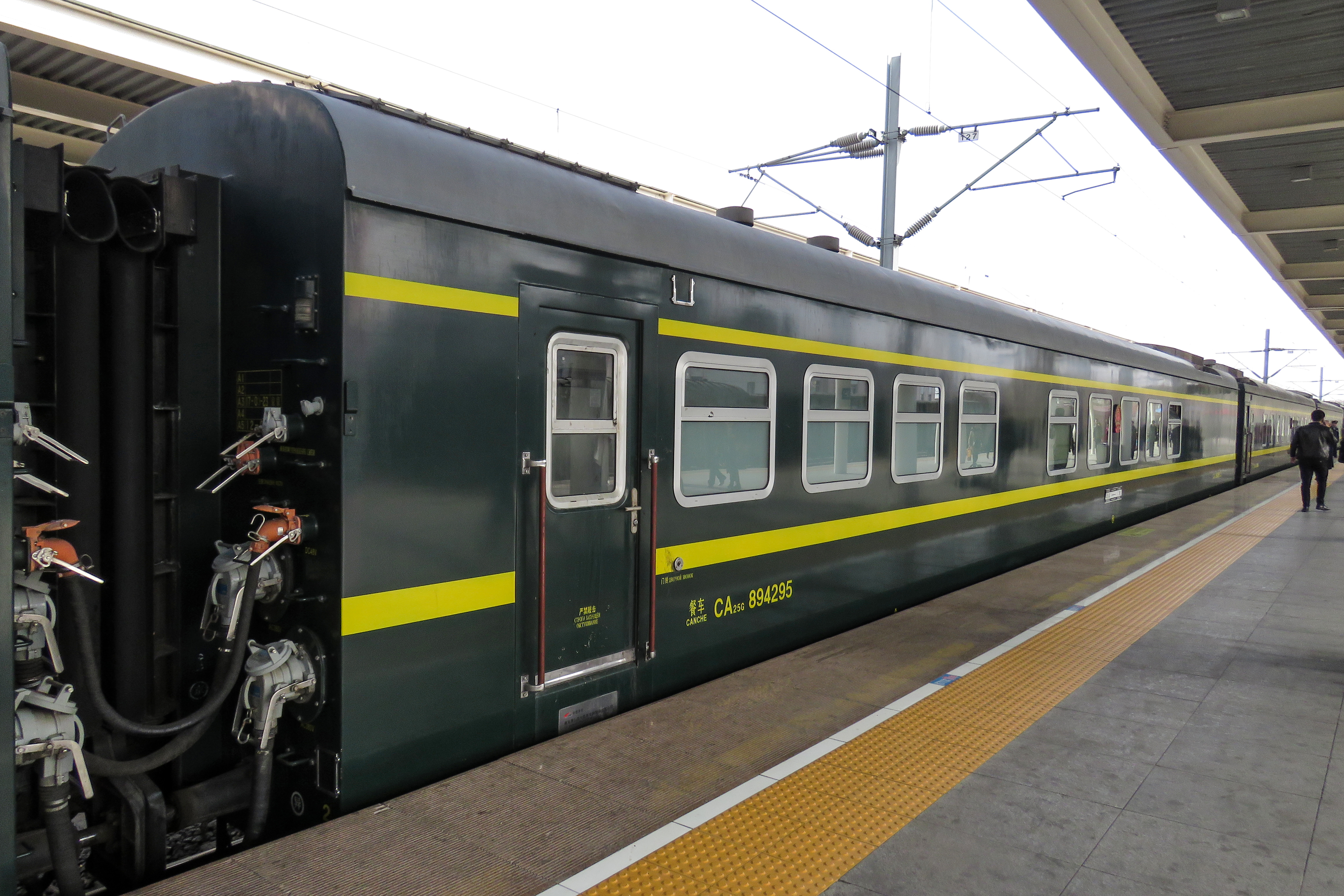
中国铁路担当的K23次列车餐车在集宁南站
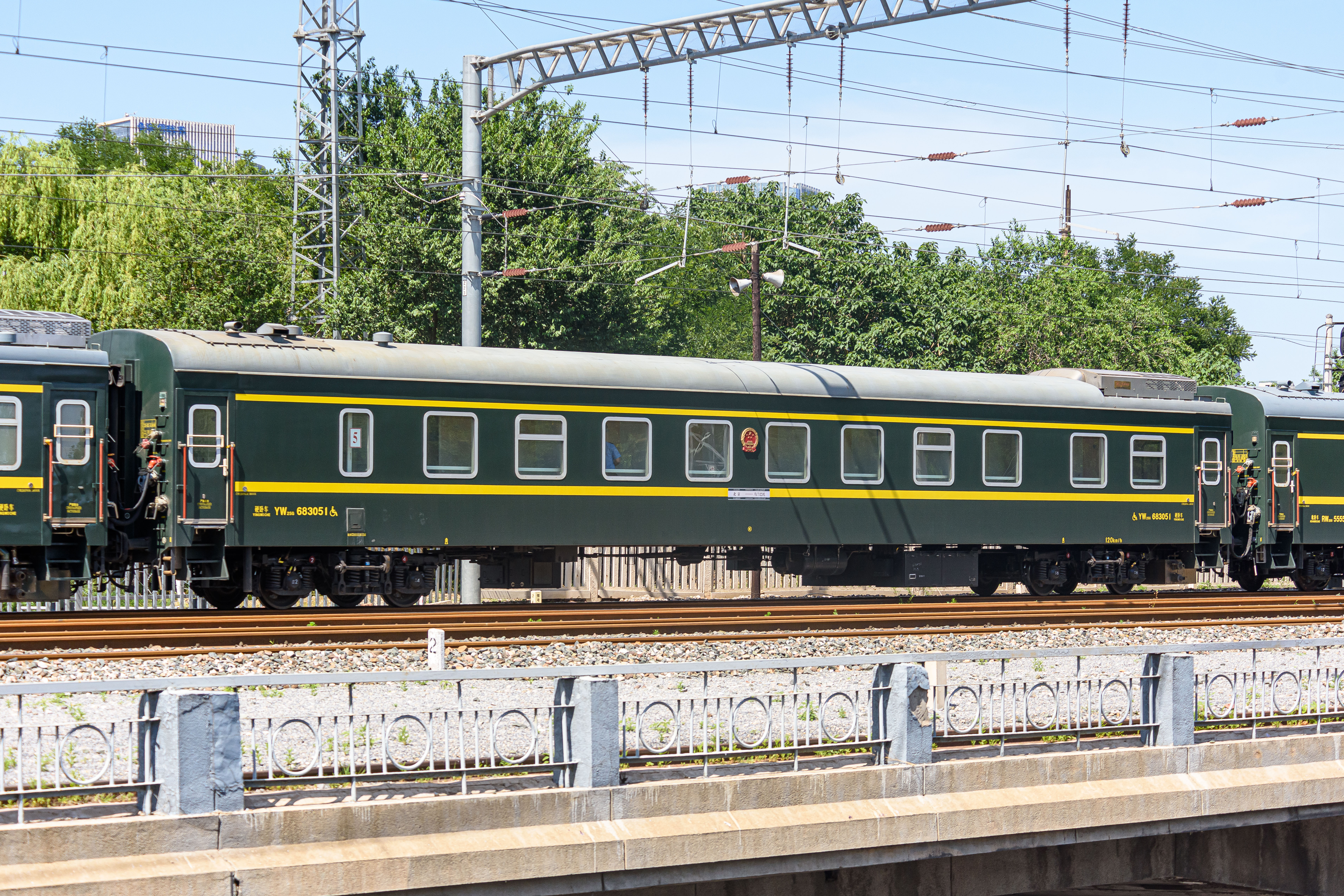
中国铁路担当的K24次无障碍硬卧车
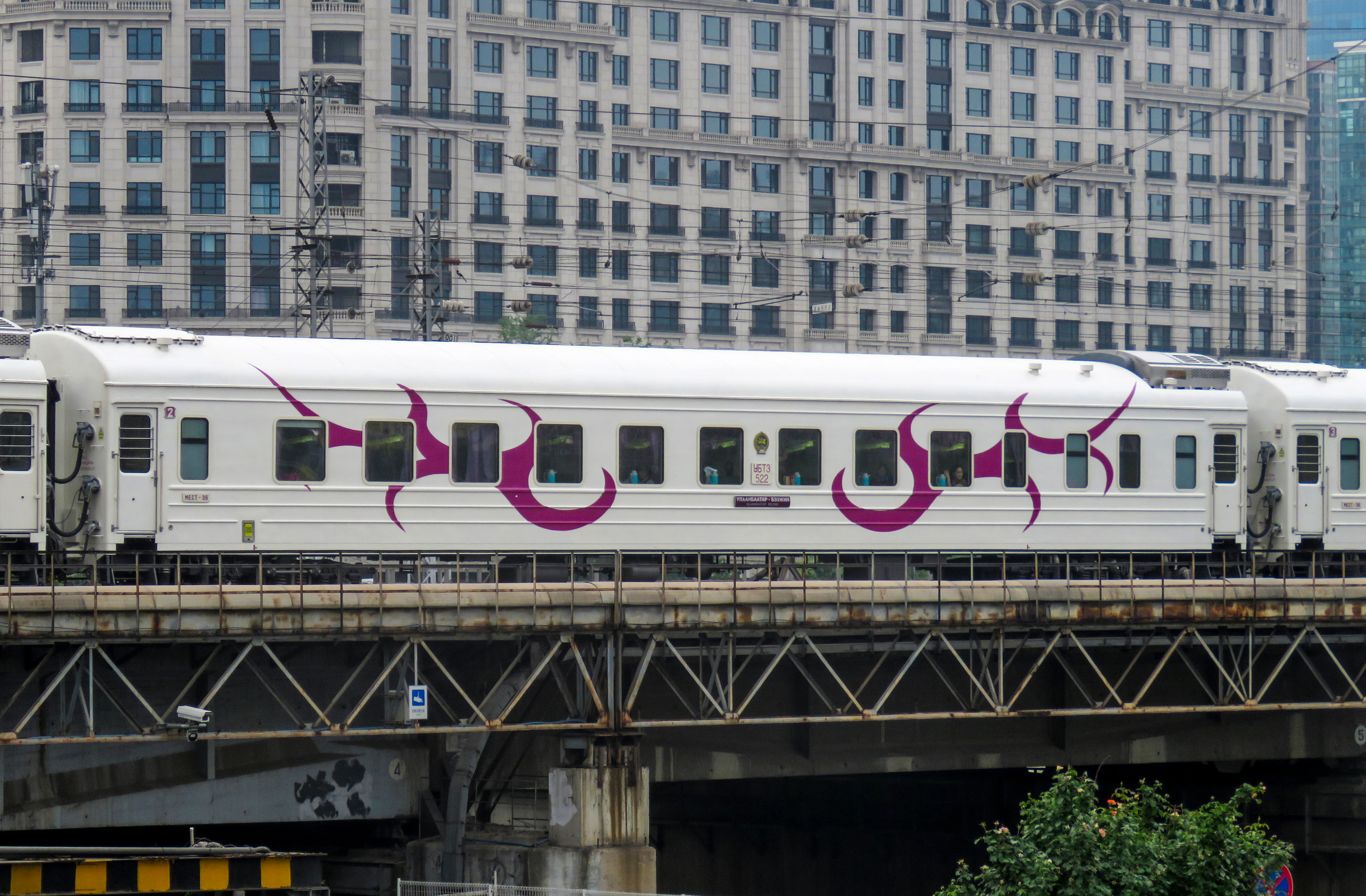
蒙古国铁路担当的K24次列车2号硬卧车在北京站

## 机车交路

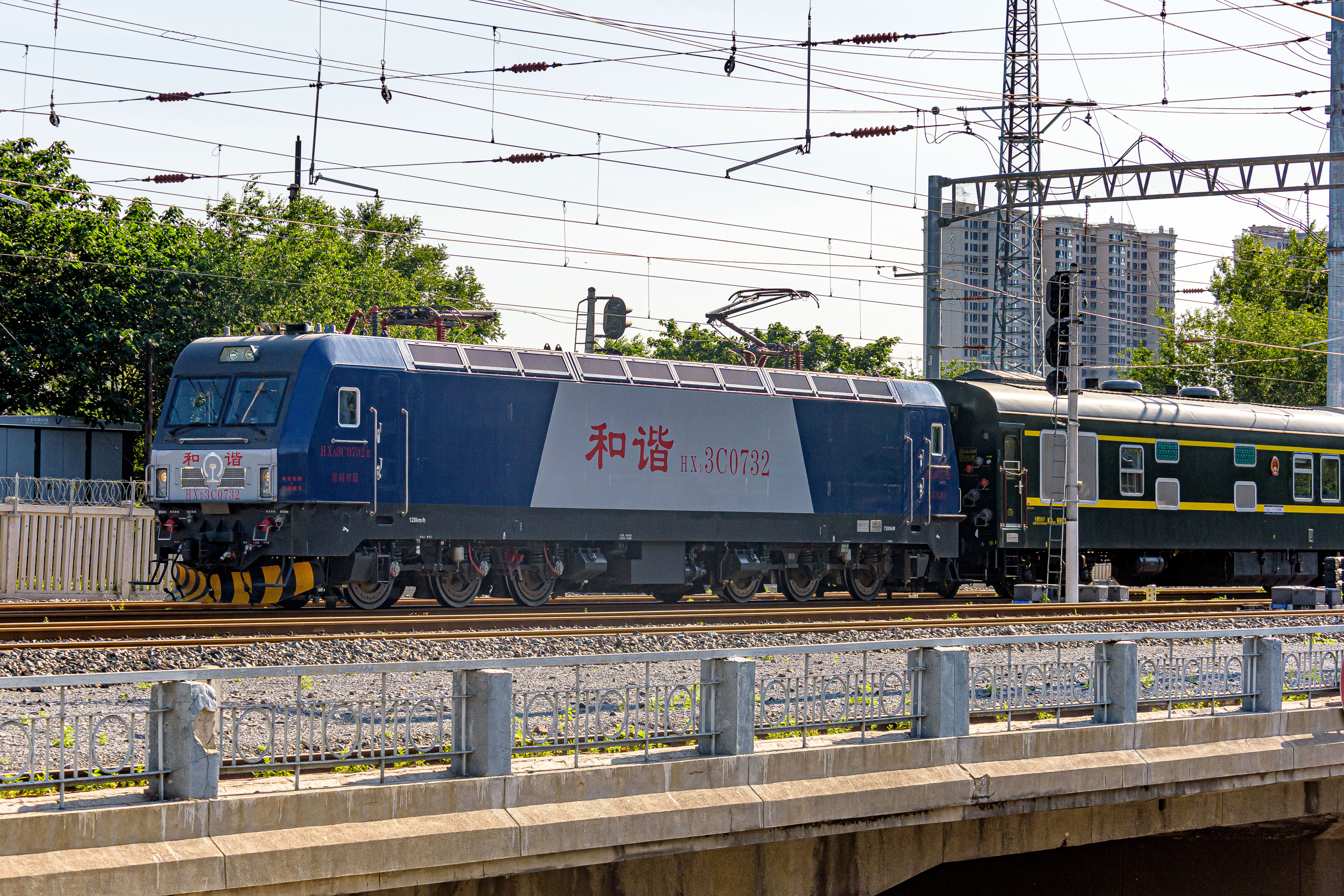
HXD3C型0732号电力机车牵引复开国际联运后的首班K23次列车驶经东管头南铁路桥（2025年6月3日）

K23/K24次列车在中国境内由北京铁路局北京机务段使用和谐3C型电力机车担当北京至集宁南间机车交路，北京司机与集宁司机在大同站轮乘，集宁南至二连由呼和浩特铁路局集宁机务段使用东风4D型柴油机车担当，由集宁机务段机车乘务员值乘。中蒙边境由蒙古国铁路的CKD4B型柴油机车担当二连至扎门乌德间机车交路，蒙古国境内扎门乌德至乌兰巴托由蒙古国铁路的2M62MM型柴油机车或2TE116型柴油机车担当，中国二连至蒙古国乌兰巴托由蒙古国铁路司机值乘。
| 运行区段               | 北京 ↔ 集宁南                                     | 集宁南 ↔ 二连                      | 二连 ↔ 扎门乌德                       | 扎门乌德 ↔ 乌兰巴托                                       |
| 本务机车 配属 司机更替 | 和谐3C型电力机车 京局京段 北京/集宁司机在大同轮乘 | 东风4D型柴油机车 呼局集段 集宁司机 | CKD4B型柴油机车 蒙古国铁路 蒙古国司机 | 2M62MM型柴油机车 2TE116UM型柴油机车 蒙古国铁路 蒙古国司机 |

## 时刻表
- 注：中国与蒙古国无时差。中国境内段数据截止2025年7月1日调图。

### 现行时刻
| K23次/023次                  | K23次/023次    | K23次/023次 | K23次/023次 | 停靠站   | 024次/K24次 | 024次/K24次 | 024次/K24次    | 024次/K24次 |
| 车次                         | 天数           | 到点        | 开点        | 停靠站   | 到点        | 开点        | 天数           | 车次        |
| ---------------------------- | -------------- | ----------- | ----------- | -------- | ----------- | ----------- | -------------- | ----------- |
| K23                          | 当天(星期二)   | —           | 07:27       | 北京     | 14:35       | —           | 第二天(星期五) | K24         |
| K23                          | 当天(星期二)   | 10:58       | 11:04       | 张家口   | 11:01       | 11:07       | 第二天(星期五) | K24         |
| K23                          | 当天(星期二)   | 15:27       | 15:43       | 集宁南   | 06:37       | 06:55       | 第二天(星期五) | K24         |
| K23                          | 当天(星期二)   | 18:03       | 18:05       | 朱日和   | 04:07       | 04:09       | 第二天(星期五) | K24         |
| K23/023                      | 当天(星期二)   | 20:18       | 00:59       | 二连     | 21:00       | 02:00       | 当天(星期四)   | 024/K24     |
| ↑ 中国（UTC+08:00） 蒙古国 ↓ |                |             |             |          |             |             |                |             |
| 023                          | 第二天(星期三) | 01:25       | 02:40       | 扎门乌德 | 18:50       | 20:35       | 当天(星期四)   | 024         |
| 023                          | 第二天(星期三) | 06:15       | 06:50       | 赛音山达 | 14:48       | 15:19       | 当天(星期四)   | 024         |
| 003                          | 第二天(星期三) | 10:13       | 10:30       | 乔伊尔   | 11:16       | 11:31       | 当天(星期四)   | 024         |
| 023                          | 第二天(星期三) | 14:35       | —           | 乌兰巴托 | —           | 07:18       | 当天(星期四)   | 024         |

### 历史时刻
| K23次/023次                  | K23次/023次    | K23次/023次 | K23次/023次 | 停靠站   | K24次/024次 | K24次/024次 | K24次/024次    | K24次/024次 |
| 车次                         | 天数           | 到点        | 开点        | 停靠站   | 到点        | 开点        | 天数           | 车次        |
| ---------------------------- | -------------- | ----------- | ----------- | -------- | ----------- | ----------- | -------------- | ----------- |
| K23                          | 当天(星期二)   | —           | 07:45       | 北京     | 14:04       | —           | 第二天(星期五) | K24         |
| K23                          | 当天(星期二)   | 11:03       | 11:13       | 张家口南 | 10:36       | 10:46       | 第二天(星期五) | K24         |
| K23                          | 当天(星期二)   | 13:51       | 14:15       | 大同     | 07:59       | 08:11       | 第二天(星期五) | K24         |
| K23                          | 当天(星期二)   | 16:03       | 16:09       | 集宁南   | 05:47       | 05:56       | 第二天(星期五) | K24         |
| K23                          | 当天(星期二)   | 18:32       | 18:34       | 朱日和   | 03:08       | 03:10       | 第二天(星期五) | K24         |
| K23/023                      | 当天(星期二)   | 20:37       | 23:15       | 二连     | 21:00       | 00:57       | 当天(星期四)   | 024/K24     |
| ↑ 中国（UTC+08:00） 蒙古国 ↓ |                |             |             |          |             |             |                |             |
| 023                          | 第二天(星期三) | 23:40       | 01:20       | 扎门乌德 | 19:26       | 20:35       | 当天(星期四)   | 024         |
| 023                          | 第二天(星期三) | 13:20       | —           | 乌兰巴托 | —           | 08:05       | 当天(星期四)   | 024         |

| 23次                                                                | 23次           | 23次  | 23次  | 停靠站   | 24次  | 24次  | 24次           | 24次 |
| 里程                                                                | 天数           | 到点  | 开点  | 停靠站   | 到点  | 开点  | 天数           | 里程 |
| ------------------------------------------------------------------- | -------------- | ----- | ----- | -------- | ----- | ----- | -------------- | ---- |
| 0                                                                   | 当天(星期二)   | —     | 07:40 | 北京     | 15:33 | —     | 第二天(星期五) | 1561 |
| 204                                                                 | 当天(星期二)   | 11:37 | 11:47 | 张家口南 | 10:50 | 11:00 | 第二天(星期五) | 1357 |
| 382                                                                 | 当天(星期二)   | 14:12 | 14:25 | 大同     | 08:24 | 08:34 | 第二天(星期五) | 1179 |
| 509                                                                 | 当天(星期二)   | 16:18 | 16:28 | 集宁南   | 06:19 | 06:29 | 第二天(星期五) | 1052 |
| 842                                                                 | 当天(星期二)   | 20:45 | 23:25 | 二连     | 22:58 | 01:47 | 第二天(星期五) | 719  |
| ↑ 中国（北京时间 UTC+08:00） / 蒙古国（蒙古国标准时间 UTC+08:00） ↓ |                |       |       |          |       |       |                |      |
| 852                                                                 | 第二天(星期三) | 23:40 | 00:40 | 扎门乌德 | 21:25 | 22:33 | 当天(星期四)   | 709  |
| 1561                                                                | 第二天(星期三) | 13:20 | —     | 乌兰巴托 | —     | 09:30 | 当天(星期四)   | 0    |

## 灾难事故
2009年1月3日14时44分，一列由蒙古国铁路担当的K23次列车在途经山西省大同市堡子湾站附近时，机车后第一位发电车突然起火，造成当次列车晚点，但幸无人员伤亡。事故发生后，呼和浩特铁路局应急救援指挥部立即启动应急方案，确保列车供水和餐料足额供应，同时将随后运行至山西孤山站的1483次列车发电车摘车，单机送至事故发生地山西省大同市堡子湾站，并根据蒙古国铁路车辆条件，更换1483次列车发电车车钩，加挂至K23次旅客列车继续运行，以缩短列车延误时间，并派相关部门负责人随K23次列车前往二连浩特，组织旅客过境。1月3日19时55分，发电车起火的K23次列车恢复正常运行。